# Ґенсіна (Лодзинське воєводство)
Ґенсіна (пол. Gęsina) — село в Польщі, у гміні Бжезньо Серадзького повіту Лодзинського воєводства.
Населення — 73 особи (2011).
У 1975-1998 роках село належало до Серадзького воєводства.

## Демографія
Демографічна структура станом на 31 березня 2011 року:
|          | Загалом | Допрацездатний вік | Працездатний вік | Постпрацездатний вік |
| -------- | ------- | ------------------ | ---------------- | -------------------- |
| Чоловіки | 37      | 8                  | 22               | 7                    |
| Жінки    | 36      | 4                  | 21               | 11                   |
| Разом    | 73      | 12                 | 43               | 18                   |